# Giro delle Fiandre 1925
Il Giro delle Fiandre 1925, nona edizione della corsa, fu disputato il 29 marzo 1925, per un percorso totale di 228 km. Fu vinto dal belga Julien Delbecque, al traguardo con il tempo di 8h49'00", alla media di 25,860 km/h, davanti ai connazionali Joseph Pe e Hector Martin.
I ciclisti che partirono da Gand furono 57 mentre coloro che tagliarono il traguardo, sempre a Gand, furono 25.

## Ordine d'arrivo (Top 10)
| Pos. | Corridore         | Squadra      | Tempo    |
| ---- | ----------------- | ------------ | -------- |
| 1    | Julien Delbecque  | Armor        | 8h49'00" |
| 2    | Joseph Pe         | -            | s.t.     |
| 3    | Hector Martin     | J.B. Louvet  | a 4'45"  |
| 4    | Charles Juseret   | -            | s.t.     |
| 5    | Adolf van Bruaene | La Française | s.t.     |
| 6    | Maurice De Waele  | Wonder       | a 9'15"  |
| 7    | Aimé Dossche      | -            | s.t.     |
| 8    | Leon Luites       | Automoto     | a 10'15" |
| 9    | Jean Hardy        | -            | s.t.     |
| 10   | Marcel Houyoux    | -            | s.t.     |